# 디알무비
주식회사 디알무비(DR MOVIE Co.,Ltd.)는 애니메이션 기획과 제작을 주요 사업으로 하는 대한민국의 기업이다.
많은 일본 애니메이션의 하청을 담당하였기 때문에 해당 애니메이션의 엔딩 크레딧에서 'D.R.MOVIE', 'DRムービー' 등으로 표기한 것을 볼 수 있다.
사단법인 한국 애니메이션 제작자 협회의 회원이다.

## 연혁
현 CEO(최고경영책임자)인 정정균이 원래 일하던 애니메이션 스튜디오에서 독립하여, 1990년에 설립한 것이 DR MOVIE(이하 DR)이다. 덧붙여서 DR이란, 한국어로 '타오르는 불꽃'이란 의미라고 한다.
당시, 아직 무명이었던 DR에 일을 맡긴 것이 일본의 애니메이션 제작회사 매드하우스이다. 1991년에 마무리 공정 작업의 하청을 맡긴 것을 계기로, 현재에 이르는 DR과 매드하우스의 돈독한 관계가 이어져 내려왔으며 2001년에는 매드하우스가 자본을 출자하여, 일부를 자회사(子会社)화하였다. 현재에는 일본, 미국 등의 애니메이션 제작회사로부터 주로 동화(動畵)나 색채설정(色彩設定, 仕上げ)등의 작업을 의뢰받고 있다. 사원 숫자도 설립 당시 20명 정도에서, 현재에는 400명 전후에 달하게 되어, 한국의 애니메이션 제작회사 중 최대 수준에 이르게 되었다. 또, 자사 내에 작화, 색상, 미술, CG, 촬영, 편집 부문을 완비하고 있기 때문에 제작에서의 일관성이 확보되어 있다.

## 디알 무비 제작 애니메이션

### 타방송사
- 소림혈전 ( 2002년 )
- 빨간망토 차차 （1994-1995년）
- 마스터 키튼 （1998-1999년）
- 야와라! （1989-1992년）
- 게이트 키퍼스 21 （제작요청：GONZO, 각화 동화・채색설정, 2000년）
- 부기팝은 웃지 않는다 Boogiepop Phantom （제작요청：매드하우스, 각화 원화・동화・채색설정, 2000년）
- 사쿠라대전 （제작요청：매드하우스, 각화 원화・동화・채색설정, 2000년）
- 마법소녀 냥냥 타루토 （제작요청：매드하우스・TNK, 발주처：스튜디오 매트릭스, 각화 동화・채색설정・배경, 2001년）
- 최종병기그녀 （제작요청：GONZO, 각화 원화・동화・채색설정・배경, 2002년）
- 쵸비츠 （제작요청：매드하우스, 각화 동화・디지털 페인트・배경, 2002년）
- 학원전기 무료(学園戦記ムリョウ) （제작요청：매드하우스, 각화 동화・채색설정・배경, 2001년）
- 신 백설녀 전설 프리티아(新白雪姫伝説プリーティア) （제작요청：할 필름 메이커, 각화 동화・채색설정, 2001년）
- X(엑스) （제작요청：매드하우스, 각화 제작협력, 2001년-2002년）
- 도쿄 뮤우뮤우 （제작요청：피에로, 각화 배경, 2002년-2003년）
- 불꽃의 미라주 （제작요청：매드하우스, 발주처：스튜디오 매트릭스, 각화 원화・동화・디지털 색채설정, 2002년）
- 아쿠에리안 에이지 Sign for Evolution （제작요청：매드하우스, 각화 제작협력, 2002년）
- 아베노바시 마법 상점가 （제작요청：매드하우스, 가이낙스, 각화 동화, 채색설정, 제작협력, 2002년）
- 건그레이브 （제작요청：매드하우스, 각화 원화・동화・채색설정・배경, 2002년-2003년）
- GUNSLINGER GIRL （제작요청：매드하우스, 각화 동화・채색설정・배경, 2002년-2003년）
- 하나다 소년사 （제작요청：매드하우스, 각화 동화・채색설정・배경, 2002년-2003년）
- TEXHNOLYZE （제작요청：매드하우스, 각화 원화・동화・채색설정・배경, 2003년）
- 바지리스크 〜甲賀忍法帖〜 （제작：GONZO, 각화 원화・동화・채색설정, 2003년-2004년）
- 디지캐럿뇨 (제작: 브로콜리, 2003년-2004년)
- 소닉 X （제작요청：TMS 엔터테인먼트, 각화 동화・채색설정, 2003년-2004년）
- 고쿠센 （제작요청：매드하우스, 각화 동화・채색설정, 2004년）  MONSTER （제작요청：매드하우스, 각화 제작협력, 2004년-2005년）  BECK （제작요청：매드하우스, 각화 동화・채색설정・배경, 2004년-2005년）  망상대리인 （제작요청：매드하우스, 각화 동화・채색설정・배경, 2004년）  사무라이7 （제작요청：GONZO, 각화 제2원화・동화・채색설정, 2004년）  암굴왕 （제작요청：GONZO, 각화 제작협력, 2004년-2005년）  천상천하 （제작요청：매드하우스, 각화 제작협력, 2005년）  딸기100% （제작요청：매드하우스, 발주처：스튜디오 매트릭스・DR TOKYO, 각화 제작협력, 2005년）  MÄR-メルヘヴン- （제작요청：시너지 SP, 각화 제작협력, 2005년-2007년）  아리아 시리즈  ARIA The ANIMATION （제작요청: 할 필름 메이커, 각화 원화・제2원화・동화・채색설정・배경, 2005년）  ARIA The NATURAL （제작요청: 할 필름 메이커, 각화 원화・제2원화・동화・채색설정, 2006년）
- 파라다이스 키스 （제작요청：매드하우스, 각화 동화・색채설정・배경, 2005년）
- 노에인 또 하나의 너에게 （제작요청：사테라이트, 각화 동화・색채설정, 2005-2006）
- 아카기 ~어둠에 춤추듯 내려온 천재~ （제작요청：매드하우스, 제작협력, 2005년-2006년）
- BLACK CAT （제작요청：GONZO, 각화 동화・채색설정・배경, 2005-2006년）
- 유메츠카이 （제작요청：매드하우스, 발주처：DR TOKYO, 각화 제작협력, 2006년）
- 나나 （제작요청：매드하우스, 각화 제작협력, 2006년-2007년）
- 은혼 （제작요청: 선라이즈, 각화 제작협력, 2006년-）
- BLACK LAGOON 시리즈
  - BLACK LAGOON （제작요청：매드하우스, 각화 원화・제2원화・동화・채색설정・촬영, 2006년）
  - BLACK LAGOON The Second Barrage （제작요청：매드하우스, 각화 제2원화・동화・채색설정・촬영, 2006년）
- 牙 -KIBA- （제작요청：매드하우스, 각화 제2원화・동화・채색설정, 2006-2007년）
- 서쪽의 착한 마녀 Astraea Testament （제작요청: 할 필름 메이커, 각화 제2원화・동화・채색설정・배경, 2006년）
- xxx홀릭
  - xxx홀릭 （제작요청: 프로덕션 I.G, 각화 동화・채색설정, 2006년）
  - xxx홀릭◆계 （제작요청: 프로덕션 I.G, 각화 동화・채색설정, 2008년）
- 케모노지메 （제작요청：매드하우스, 각화 동화・채색설정・배경, 2006년）
- 태양의 묵시록 （제작요청：매드하우스, 원화・동화, 2006년）
- 데스노트 （제작요청：매드하우스, 각화 제작협력, 2006-2007년)
- TOKYO TRIBE2 （제작요청：매드하우스, 각화 제작협력, 2006-2007년)
- 교시로와 영원의 하늘 （제작요청: TNK, 각화 배경, 2007년）
- CLAYMORE （제작요청：매드하우스, 제작협력, 2007년）
- 대에도 로켓 （제작요청：매드하우스, 각화 원화・제2원화・동화・채색설정, 2007년）
- 천원돌파 그렌라간 （제작요청：매드하우스, 동화, 담당 화수：15話 2007년）
- 데빌 메이 크라이 （제작요청：매드하우스, 각화 원화・동화・채색설정, 2007년）
- 시구루이 （제작요청：매드하우스, 각화 원화・제2원화・동화・채색설정, 2007년）
- 전뇌 코일 （제작요청：매드하우스, 각화 동화・채색설정, 2007년）
- 코드기어스 반역의 를르슈
  - 코드기어스 반역의 를르슈（제작요청：선라이즈, 원화・동화, 담당 화수：25話, 2007년）
  - 코드기어스 반역의 를르슈R2 （제작요청：선라이즈, 각화 원화・제2원화・동화・채색설정, 2008년）
- 도박묵시록 카이지 （제작요청：매드하우스, 제작협력, 2007년-2008년）
- 마인탐정 네우로 （제작요청：매드하우스, 각화 동화・채색설정, 2007년-2008년）
- 메이플스토리 （제작요청：매드하우스, 각화 제작협력, 2007년-2008년）
- 신영수/GHOST HOUND （제작요청: 프로덕션 I.G, 각화 동화, 2007년）
- 포르피의 긴 여행 （제작요청: 니혼 애니메이션, 각화 원화・동화, ・디지털 페인트, 2008년）
- 치즈 스위트홈 （제작요청：매드하우스, 각화 동화・채색설정, 2008년）
- 카이바 （제작요청：매드하우스, 동화・채색설정, 2008년）
- 비밀 〜The Revelation〜 （제작요청：매드하우스, 배경, 각화 제작협력, 2008년）
- 도서관전쟁 （제작요청: 프로덕션 I.G, 각화 동화・채색설정, 2008년）
- 릴로 & 스티치 （제작요청：매드하우스, 각화 제작협력, 2008년-2009년）
- ONE OUTS （제작요청：매드하우스, 각화 제작협력, 2008년-2009년）
- 흑신 （제작요청：선라이즈, 각화 제작협력, 2009년）
- 메탈파이트 베이브레드 （제작요청：다츠노코 프로덕션, 각화 담당제작, 2009년）
- 창천항로 （제작요청：매드하우스, 각화 제작협력, 2009년）
- 마법전쟁 （제작요청：매드하우스, 각화 원화, 2014년）
- BTOOM! (제작요청: GONZO, 동화, 원화, 마무리, 2010년)
- 러브라이브! (제작요청: 선라이즈, 동화, 2013년)
- 플리즈 트윈즈 (제작요청: ? 동화, 채색, 2003년)
- 학원묵시록 (제작요청: 매드하우스, 제2원화, 동화, 마무리)
- BLACK LAGOON (제작요청: 매드하우스, 원화, 동화, 채색, 배경) / OVA <제2원화, 동화>
- 헌터×헌터 리메이크 (제작요청: 매드하우스, 원화, 제2원화, 동화, 마무리)
- 교향시편 에우레카 세븐 (제작요청: 본즈, 동화)
- 블러드+ (제작요청: ?, 동화, 채색)/-(제작요청: ?, 배경)
- 풀 메탈 패닉! (제작요청: GONZO, 원화, 동화, 채색)
- 신이 없는 일요일 (제작요청: 매드하우스, 원화, 제2원화, 동화, 마무리)
- Hellsing (제작요청: GONZO, 제작)/OVA (제작요청: 매드하우스, 배경)
- 몬스터 (제작요청: 매드하우스, 원화, 동화, 마무리, 배경, 제작보조)
- 포토카노 (제작요청: 매드하우스, 원화, 동화, 마무리)
- 페르소나 4 (제작요청: A-1 Pictures, 제2원화, 동화, 마무리)
- 서번트×서비스 (제작요청: A-1 Pictures, 배경)
- 노 게임 노 라이프 (제작요청: 매드하우스, 동화, 마무리)
- GARO -VANISHING LINE (제작요청: MAPPA, 배경, 2018년)
- High Guardian Spice (제작요청: Ellation Studios, 각화 제작협력, 2019년-)[3][4][5][6]
- 제작 및 외주제작
- 탑블레이드 （제작요청：매드하우스, 제작협력, 2001년）

### KBS
- 제작
- 수호요정 미셸（2003년）
- 겨울연가 (제작요청: JM애니메이션, 동화, 마무리)
- 외주제작
- 슈퍼 돌★리카짱 （제작요청：매드하우스, 각화 동화・채색설정, 1998-1999년）
- 디지캐럿뇨 (제작: 브로콜리, 2003년-2004년)

### EBS
- 플라워링 하트 ( 2016년）

### 투니버스
- 제작
- 더파이팅 （제작요청：매드하우스, 각화 원화・동화・채색설정・배경, 2000년-2002년）
- 나루토/나루토 질풍전（제작요청：피에로, 각화 배경, 2002년-2017년）
- 피타텐 （제작요청：매드하우스, 발주처：스튜디오 매트릭스, 각화 동화・채색설정, 2002년）
- 드래곤 드라이브 （제작요청：매드하우스, 발주처：스튜디오 매트릭스, 각화 동화・채색설정・배경, 2002년-2003년）
- 슈가슈가룬 （제작요청: 피에로, 각화 배경, 2005년-2006년）
- 블리치 （제작요청: 피에로, 각화 배경, 2004년-）
- 로젠메이든 （제작요청：노마드, 각화 원화・동화・채색설정, 2004년）
- 더 파이팅 New Challenger （제작요청：매드하우스, 각화 제작협력, 2009년）
- 풀 메탈 패닉! (제작요청: GONZO, 원화, 동화, 채색)
- 출처: 문화창작위원회 추가
- 카구야 님은 고백받고 싶어 시리즈
  - 카구야 님은 고백받고 싶어~천재들의 연애 두뇌전~ (제작요청: A-1 Pictures, 2019년)
  - 카구야 님은 고백받고 싶어? ~천재들의 연애 두뇌전~ (제작요청: A-1 Pictures, 2020년)
- 천청난만! (제작요청: P.A.WORKS, 2020년)

#### 영화 애니 더빙 및 OVA 더빙 제작
- 모노노케 히메 （1997년）
- 퍼펙트 블루 （제작요청：매드하우스, 동화・채색, 1998년）
- 포켓몬스터 극장판 시리즈
  - 뮤츠의 역습 （제작요청: OLM, 동화, 색채설정, 1998년）
  - 환상의 포켓몬 루기아 폭탄(爆誕)（제작요청: OLM, 동화, 채색설정, 1999년）
  - 결정탑의 제왕 ENTEI （제작요청: OLM, 동화, 채색설정 협력, 2000년）
  - 어드밴스 제너레이션 뮤와 파도의 용자 루카리오 （제작요청：OLM, 동화, 2005년）
- 카드캡터 사쿠라 극장판 봉인된 카드 （제작요청：매드하우스, 동화, 채색설정, 2000년）
- 메트로폴리스 （제작요청：매드하우스, 동화, 채색설정・デジタルペイント・VTR 편집, 2001년）
- 고양이의 보은 （제작요청: 스튜디오 지브리, 제작협력, 2002년）
- パルムの樹 （제작요청: パルムスタジオ, 作画・仕上協力, 2002년）
- 명탐정 코난: 미궁의 십자로 （제작요청: TMS 엔터테인먼트, 배경, 2003년）
- 나스 안달루시아의 여름 （제작요청：매드하우스, 제작협력, 2003년）
- 도쿄 대부 （제작요청：매드하우스, 동화, 채색설정, 2003년）
- 이노센스 （제작요청: 프로덕션 I.G, 동화, 2004년）
- 테니스의 왕자: 두사람의 사무라이 The First Game （제작요청: 프로덕션 I.G, 동화, 2005년）
- 극장판 xxxHOLiC 한여름밤의 꿈 （제작요청: 프로덕션 I.G, 동화, 채색설정, 2005년）
- 극장판 츠바사 크로니클 鳥カゴの国の姫君 （제작요청: 프로덕션 I.G, 동화, 2005년）
- 초극장판 케로로 중사 （제작요청: 선라이즈, 동화협력, 2006년）
- 시간을 달리는 소녀 （제작요청: 매드하우스, 동화, 채색설정, 2006년）
- 게드 전기 （제작요청: 스튜디오 지브리, 작화・배경협력, 2006년）
- 피아노의 숲 （제작요청：매드하우스, 동화, 채색설정・배경협력, 2007년）
- 철인 28호 한낮의 잔월 （제작요청: パルムスタジオ, 배경협력, 2007년）
- 섬머 워즈 (제작요청：매드하우스, 동화, 채색설정・배경협력, 2008년）

#### OVA
- 뱀파이어 헌터 The Animated Series （제작요청：매드하우스, 동화・마무리공정, 1997년）
- 더 파이팅: 마시바vs키무라 사형집행（제작요청：매드하우스, 동화・마무리공정, 2003년）
- 나스 슈트케이스의 철새 （제작요청: 매드하우스, 제2원화・동화・마무리공정, 2007년)

#### 게임 더빙
- 와일드 암스 알타 코드 F （애니메이션 파트 동화・마무리공정, 2003년）

## 제작 투자 협력
- 매드하우스